# ویرجینیا کرچبرگر
ویرجینیا کرچبرگر (انگلیسی: Virginia Kirchberger؛ زادهٔ ۲۵ مهٔ ۱۹۹۳) بازیکن فوتبال اهل اتریش است.
وی همچنین در تیم ملی فوتبال زنان اتریش بازی کرده‌است.